# 于春生
于春生（1961年4月—），河北定兴人。男，汉族。1979年11月参加工作，1982年12月加入中国共产党。中国政法大学函授法律专业专科毕业，中央党校研究生院在职研究生班法学专业学历。中国共产党第十八届中央纪律检查委员会委员。
1979年11月参加中国人民解放军。1984年，任北京市朝阳区人民检察院法警。1988年，任助理检察员、副科级检察员。1991年，任贪污贿赂检察科副科长、科长。1994年，任检察委员会委员、贪污贿赂检察科科长、副处级检察员。1998年11月，任朝阳区人民检察院党组成员、检察委员会委员、反贪污贿赂局局长（正处级检察员）。1999年6月，任朝阳区人民检察院副检察长。2001年11月，任北京市人民检察院第二分院副检察长。2003年7月，任北京市人民检察院反贪污贿赂局局长。2007年4月，任中共北京市纪委副书记，负责山西省委原副书记侯伍杰案。
2009年10月，任中共中央纪委第四纪检监察室主任。2012年10月，兼任监察部副部长。
2015年3月，任中共广西壮族自治区党委常委、自治区纪委书记。2017年9月，任国家税务总局副局长。2023年3月，当选为第十四届全国人民代表大会财政经济委员会副主任委员。